# 金炳律
金炳律，（韓語：김병률，1930年—2013年11月4日），朝鲜民主主义人民共和国政治人物。朝鲜劳动党中央政治局委员，朝鲜人民军大将。朝鲜最高裁判所所长。第12届最高人民会议议员。

## 履历
1930年生于平安南道，万景台革命学院毕业， 朝鲜战争期间担任金日成的护卫。
- 1969年11月被任命为平安南道党委负责书记，
- 1970年11月当选朝鲜劳动党中央委员会委员。
- 后转任平安北道委员会责任书记（1973年7月前），
- 1986年12月升任中央人民政府委员会。
- 1994年1月被任命为护卫总局副局长，
- 1995年10月晋升为朝鲜人民军大将，
- 1998年9月任朝鲜中央裁判所所长，
- 2003年中央裁判所改为最高裁判所，继续担任所长。
- 2010年9月当选朝鲜劳动党中央政治局委员。